# Casa dels Montserrat
La Casa dels Montserrat és una casa al Carrer Major de Catí, a la comarca de l'Alt Maestrat, annex a la Casa dels Miralles catalogat com a bé de rellevància local, a la categoria de Monument d'interès local, amb codiː 12.02.042-018, per estar inclòs en l'expedient del conjunt històric artístic de Catí, que està catalogat al seu torn com bé d'interès cultural.
El seu exterior està molt modificat, per la qual cosa amb prou feines queden restes de la façana gòtica, però com a compensació, la part interior de l'edifici presenta una bella escala quadrada amb llanterna com a coberta, convertint-se en un dels pocs exemples existents d'aquest tipus a arquitectura a la zona del Maestrat. També destaquen de les reixes artesanals que es conserven en la part posterior de la casa.